# Religione accadica
La religione accadica appartiene al ceppo delle religioni semitiche dell'Asia Minore. Essa era infatti la religione della più antica popolazione semitica della Bassa Mesopotamia, stabilitasi a nord dei Sumeri. Gli Accadi derivavano il loro nome dalla città di Akkad, posta sulle rive dell'Eufrate, e capitale dell'omonimo regno.

## Storia
Fondatore di tale regno fu Sargon di Akkad (2335-2279 a.C.) che unificò sotto il suo potere l'intera Mesopotamia.
Il nipote e terzo successore di Sargon, Naram-Sin (2250-2220 a.C.) è ricordato principalmente per aver accentuato la divinizzazione del proprio potere, e infatti venne chiamato "signore delle quattro parti del mondo".

## Divinità
Fra le divinità accadiche la più importante fu Ishtar (analoga alla Inanna sumera), dea della terra e delle fecondità, dell'amore e della guerra, come pure della stella della sera, cioè del pianeta Venere. Il racconto della discesa di Ištar negli Inferi, nel "regno senza ritorno", che ci è giunto in molte varianti, è una celebrazione cosmologica ed escatologica di questa divinità.